# トゥガイ・ケリモール

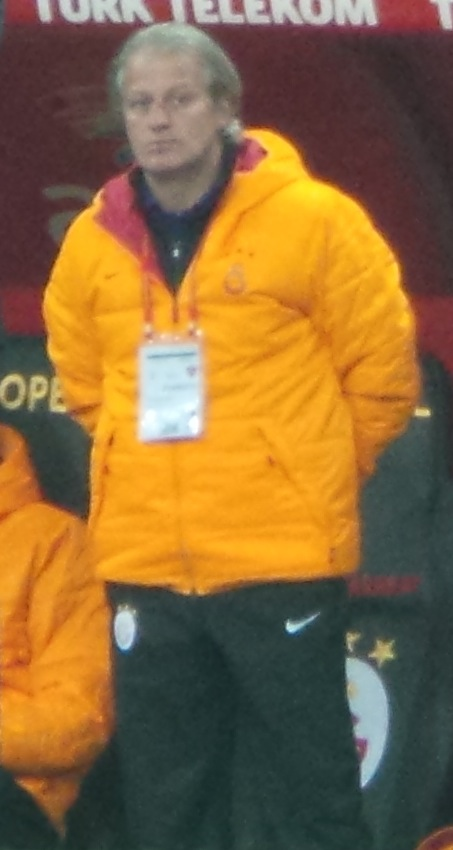
トゥガイ・ケリモール

トゥガイ・ケリモール（TUGAY Kerimoğlu, 1970年8月24日 - ）は、トルコ・トラブゾン出身の元同国代表サッカー選手、現サッカー指導者。現役時代のポジションはミッドフィールダー。ケリモグル、ケリモギュとも表記される。
ハカン・シュクルと共にトルコ史上最高の選手の1人とされるセンターハーフ。精度の高いロングパスと強烈なシュート、鋭い読みを武器に中盤の下がり目の位置でゲームメイクを担う。

## 経歴
2002 FIFAワールドカップではトルコ代表メンバーとして3位の好成績を挙げる原動力となった。EURO2004後に一時代表引退を表明したが、その後の代表チームの戦績が芳しくないこともあり、EURO2008予選で代表に復帰した。
2007年6月5日にドイツのドルトムントで行われたブラジルとの親善試合を最後に代表を引退。試合には自らのキャップ数と同じ94の背番号をつけて出場した。

## 人物
マスメディアへの対応は好意的で、流暢な英語でジョークも飛ばす。夫人はトルコ代表の経歴もあるバスケットボール選手。ヘビースモーカーでも有名。

## 代表歴
- トルコ代表
  - 1990年5月27日 : A代表初出場  - アイルランド戦
  - 2007年6月5日 : 代表引退 - ブラジル戦

### 出場大会
- 2002年 ワールドカップ日韓大会（3位）

### 試合数
- 国際Aマッチ 94試合 2得点（1990年-2007年）[2]

| トルコ代表 | 国際Aマッチ | 国際Aマッチ |
| 年         | 出場        | 得点        |
| ---------- | ----------- | ----------- |
| 1990       | 3           | 0           |
| 1991       | 6           | 0           |
| 1992       | 6           | 0           |
| 1993       | 5           | 0           |
| 1994       | 3           | 0           |
| 1995       | 11          | 0           |
| 1996       | 10          | 2           |
| 1997       | 3           | 0           |
| 1998       | 3           | 0           |
| 1999       | 5           | 0           |
| 2000       | 4           | 0           |
| 2001       | 6           | 0           |
| 2002       | 16          | 0           |
| 2003       | 11          | 0           |
| 2004       | 0           | 0           |
| 2005       | 0           | 0           |
| 2006       | 0           | 0           |
| 2007       | 2           | 0           |
| 通算       | 94          | 2           |

## タイトル

### クラブ
ガラタサライ
- スュペル・リグ : 1987-88, 1992-93, 1996-97, 1997-98, 1998-99
- テュルキエ・クパス : 1990-91, 1992-93, 1995-96, 1998-99
- TFFスュペル・クパ（英語版） : 1987-88, 1990-91, 1992-93, 1995-96, 1996-97

レンジャーズ
- スコティッシュ・プレミアリーグ : 1999-00
- スコティッシュカップ : 1999-00

ブラックバーン
- フットボールリーグカップ : 2001-02

### 代表
トルコ U-21
- 地中海競技大会 : 1993

### 個人
- ブラックバーン年間最優秀選手 : 2002-03
- トルコ年間最優秀選手 : 2006-07